# Anđelo Šetka
Anđelo Šetka (Split, 1985. szeptember 14. –) világliga-győztes (2012), világbajnoki ezüst- (2015) és bronzérmes (2013, 2019) horvát válogatott vízilabdázó, a Primorje Rijeka játékosa.